# Melissa Girelli
Melissa Girelli (Udine, 22 settembre 2003) è una ginnasta italiana.

## Carriera
È stata tesserata presso l'Associazione Sportiva Udinese e allenata dalla tecnica Spela Dragas.

### Junior
Nel 2016 arriva nona ai Nazionali di categoria.
Nel 2017 viene convocata nella squadra junior italiana. Con la squadra partecipa al Grand Prix di Mosca, arrivando quinta. Al Grand Prix di Kiev conquista una medaglia d'oro alle dieci clavette. A Pesaro arriva seconda nell'all-around e quinta nella finale. A Sofia sale sul terzo gradino del podio. Partecipa agli Europei di Budapest, dove vince una storica medaglia d'argento con Rebecca Vinti, Talisa Torretti, Annapaola Cantatore, Nina Corradini e Francesca Pellegrini.
Nel 2018 sospende le sue attività.